# La ballerina amante
La ballerina amante és una òpera en tres actes composta per Domenico Cimarosa sobre un llibret italià de Giuseppe Palomba. S'estrenà al Teatro dei Fiorentini de Nàpols el 6 d'octubre de 1782.
Va tenir molt èxit a tot Europa, es representà a La Scala de Milà el 1783,a Malta i Trieste el 1784, a Praga i Barcelona el 1785, a Dresden i Eszterháza el 1786, a Madrid el 1787, a Ferrara i Rovigo el 1789 com L'amante ridicolo, a Lisboa el 1793.